# Pier Paolo Vergerio
Pier Paolo Vergerio (az idősebb) (Capodistria, 1370. július 23. – Buda, 1444. július 8.) itáliai humanista, államférfi, pedagógus és kánonjogász.

## Élete
Vergerio Isztrián született, amely akkor a Velencei Köztársasághoz tartozott. Retorikát tanult Padovában, kánonjogot Firenzében (1387–89) és Bolognában (1389–90). VII. Ince és XII. Gergely pápa számára írt. Az 1405-ös katasztrófa tönkretette humanista karrierjét (Padova akkor elveszítette függetlenségét).
Később Ravenna kanonokja lett, és részt vett a konstanzi zsinaton, 1414-ben. A következő évben egyike volt annak a tizenöt küldöttnek, akik Zsigmond császárt Perpignanba kísérték, ahol XIII. Benedek ellenpápát arra akarták kényszeríteni, hogy mondjon le követeléseiről. 1417-től haláláig Zsigmond császár titkára volt. Komoly hatást gyakorolt Hunyadi János erdélyi vajda és kormányzó titkárára, Vitéz Jánosra és a korabeli magyarországi értelmiségre.
1420 júliusában a katolikus párt vezető szónoka volt a prágai huszita vitában. Soha nem házasodott meg. Valószínűleg a kisebb egyházi rendeket vette fel, de nem lett felszentelt pap. Két héttel 74. születésnapja előtt, a Magyar Királyságban, Budán hunyt el.
Pier Paolo Vergerio elsőként jelentette meg a nyilvánosság számára Petrarca Africa című művét, 1396–97-ben.

## Művei
A következő műveit nyomtatták ki:
- „Pro redintegranda uniendaque Ecclesia”, bevezetéssel és Combi jegyzeteivel szerkesztve: "Archivio storico per Trieste, l'Istria ed il Trentino” (Róma, 1882), 351-74.
- „Historia principum Carrariensium ad annum circiter MXXXLV”, szerkesztette Muratori, „Rerum ital. Script.” , XVI, 113-184
- „Vita Petrarcae”, szerkesztette Tommassini a „Petrarca redivivus”-ban (Padova, 1701)
- „De ingenuis moribus ac liberibus studiis" (Velence, 1472)
- „De Republica Veneta liber primus” (Toscolano, 1526)

Leveleit, amelyek száma 146, Luciani (Velence, 1887) szerkesztette. Egyéb kéziratok: Lucius Flavius Arrianus Xenophon „Gesta Alexandri Magni” latin változata; a Seneca élete; Panegyricus a Szent Jeromosról; néhány vígjáték, szatíra és egyéb versek.
A jó modor című művét (1402) Quentin Skinner a fejedelmek megfelelő oktatásáról szóló első értekezésként jellemzi.

## Fordítás
- Ez a szócikk részben vagy egészben  a   Pier Paolo Vergerio the Elder című angol Wikipédia-szócikk ezen változatának fordításán alapul.  Az eredeti cikk szerkesztőit annak laptörténete sorolja fel. Ez a jelzés csupán a megfogalmazás eredetét és a szerzői jogokat jelzi, nem szolgál a cikkben szereplő információk forrásmegjelöléseként.